# 綦公直
綦 公直（き こうちょく、生没年不詳）は、モンゴル帝国に仕えた漢人将軍の一人。益都府楽安県の出身。

## 概要
綦公直は代々農業を生業としてきた一族の出であった。至元5年（1268年）、益都勧農官となり、栽桑・養蚕のマニュアルを作成し数年で倍の成果を出うことに成功している。至元9年（1272年）、沂・莒・膠・密・寧海五州都城池所千戸に任じられた。至元10年（1273年）、金符を下賜されて日本遠征の為に高麗で戦船を建造することを命じられた。この頃、南宋がモンゴル軍の侵攻を頑強に耐え続けており、綦公直の勇猛さを知ったクビライは綦公直を召見し、南宋戦線に投入した。綦公直は当初青草灘に向かったが霖雨に遭って玉泉山に移り、兵3千を率いて南宋軍を破る功績を挙げた。その後は襄陽城包囲戦に加わり、枢密院の命を受けて戦船・運船の建造を担った。
襄陽城が陥落すると鄧州・光化軍・唐州の諸軍を率いて南宋領の平定に従事した。至元12年（1275年）冬に隆興に至ると、南宋軍は城を出て戦いを仕掛けてきたが綦公直はこれを撃退し、その勢いのまま隆興府を投降に追い込んだ。これによって南安軍・吉州・贛州なども続々と投降し、600カ所にも及ぶ城柵を平定するに至った。その後、綦公直は三男の綦忙古台に命じて梅関を攻撃させ、自らは広東地方に入って遂に沿岸部まで至った。これらの功績により武毅将軍・管軍上千戸に任じられただけでなく、中央に召喚されると改めて昭勇大将軍・管軍万戸の地位を授けられた。またこの頃伯延伯答罕・禿忽魯らが西夏方面で叛乱を起こしたため、討伐を命じられている。
この頃、中央アジアではシリギの乱の勃発によって戦局が悪化しており、綦公直は至元17年（1280年）正月に中央アジアのビシュバリクに赴任するよう命じられた。しかし、綦公直はそれからすぐに出発せず、至元18年（1281年）5月に輔国上将軍・都元帥・宣慰使に昇格となった上で、同年7月に宣慰使の劉恩が率いる粛州の漢兵千人とともにビシュバリクに入った。なおこの時、クビライは綦公直の長男の綦泰に万戸の地位を継承させようとしたが、綦公直は綦泰には郷里で老父の世話をさせたいと願い出たため、綦忙古台が万戸職を継承したと伝えられている。この頃、中央アジアではビシュバリクを含む天山ウイグル王国領が大元ウルスとカイドゥ・ウルスの最前線となっており、至元23年（1286年）にもカイドゥ軍が大挙して侵攻してきた（カラ・ホジョの戦い）。これに対し、大元ウルス軍を率いるバヤンは綦公直・李進・ユワスらを率いて洪水山の戦いでカイドゥ軍を撃退することに成功したが、綦公直率いる部隊は追撃戦のさ中に突出して逆包囲を受けてしまった。包囲された綦公直軍は奮戦したものの綦公直の五男の綦瑗が戦死し、遂に綦公直とその妻、そして綦忙古台は捕虜となってしまった。
綦公直の末期については不明であるが、綦忙古台のみは逃れかえることに成功し、定遠大将軍・中侍衛親軍副都指揮使の地位を授けられ、後に湖州砲手軍匠万戸に転じて衢州の山賊を討伐する功績があった。